# Скарабеи
Скарабеите (Scarabaeus) са род едри насекоми, представители на торните бръмбари. Срещат се и на територията на България. Свещеният скарабей (Scarabaeus sacer), принадлежащ към същия род, е един от символите на Древен Египет.
Този бръмбар е едно от най-интересните наши насекоми. Освен в Южна Европа той се среща още в Северна Африка и Средна Азия. В България е разпространен в някои по-топли места, и то в равнините – например по Южното Черноморие и в Кресненския пролом. В България скарабеят зимува заровен в почвата и изпълзява от нея обикновено през април. Той е активен през деня, най-вече при топло и слънчево време. Като възрастно насекомо и като ларва той се храни с тора на бозайници. Храната си този бръмбар открива с помощта на острото си обоняние. Той отдалеч долавя миризмата на пресния говежди, конски, овчи или камилски тор. С помощта на предната част на главата си и първата двойка крака скарабеите отделят от откритите пресни екскременти малки частици, от които оформят топки. Когато настъпи времето да снасят яйца, женските скарабеи изготвят самостоятелно топки от тор. Те пак ги търкалят на известно разстояние, след което ги заравят в почвата. При това топката добива крушовидна форма. После женският скарабей снася в по-тясната ѝ част едно яйце. С това се изчерпва неговата инстинктивна грижа за поколението. Излюпената ларва започва да се храни с тора, без да поврежда стените на своето убежище. Храната ѝ стига до края на нейното развитие и тя какавидира в „крушата“. След около месец от какавидата се получава възрастен бръмбар.